# Pokchenga
La rivière Pokchenga (en russe : Покшенга) est un cours d'eau de Russie et un affluent gauche de la Pinega, dans le bassin hydrographique de la Dvina septentrionale. Elle est longue de 170 km et arrose l'oblast d'Arkhangelsk.